# Поплавский, Константин Иосифович
Константи́н Ио́сифович Попла́вский (бел. Канстанцін Іосіфавіч (Ю́зэфавіч) Паплаўскі, 1912—1984) — заслуженный деятель искусств БССР, известный дирижёр и фольклорист.

## Биография
Родился в агрогородке Сивица, Воложинского района, Минской области в крестьянской семье.
С 8 лет играл на различных инструментах (скрипка, балалайка, гармошка). В 1937 году поступил в консерваторию в г. Катовице на факультет капельмейстером, однако Великая Отечественная война помешала получить диплом. После возвращения в Беларусь в Молодечно преподает в музыкальной школе скрипку, фортепиано, сольфеджио. После войны учится в Минской консерватории на двух факультетах: дирижёрско-хоровом и теоретическом. Вместе с Г. И. Цитовичем К. И. Поплавский основал Государственный академический народный хор, был его главным хормейстером и музыкальным руководителем. Весь песенный и оркестровый материал хора на протяжении 1952—1975 годов был обработан К. И. Поплавским.
В 1967 году создал группу «Купалинка».
Преподавал в Белорусской государственной консерватории около пяти лет.
Оставил после себя большое творческое наследие.
Авторские произведения: «Песня дружбы», «Край беларускi», «Я люблю», «Где бы ни был я», «На Купалле», «Сёстры-рэспублікi» и др. Обработки белорусских народных песен: «Куды ляціш, зязюленька?», «Ой, зелена, зелена», «Туман пры даліне», «Закацi, закацi, яснае сонейка», «Ой, у полi пры даліне», «Ты запей, запей, жавароначак», «Кукавала зязюля» и др.
Похоронен на Северном кладбище в Минске.
Имя К. И. Поплавского носит ГУО «Ивенецкая детская школа искусств» в Воложинском районе Минской области.

## Семья
Жена — Поплавская (в девичестве Лынша) Стефания Петровна
Дети — известные белорусские музыканты
дочь — Кристина (1948 г.р.)
дочь — Ядвига (1949 г.р.)
сын — Чеслав-Виктор (1951—2006)